# I traci amanti
I traci amanti és una òpera en dos actes composta per Domenico Cimarosa sobre un llibret italià de Giuseppe Palomba. S'estrenà al Teatro Nuovo de Nàpols el 19 de juny de 1793. El 1795 es representà a Pàdua com Il padre alla moda ossia Lo sbarco di Mustanzir Bassà, i el 1796 a Lisboa com Gli turchi amanti.
Malgrat que la seva trama és caòtica va tenir cert èxit per tot Europa. Tot i que l'argument és absurd, hi ha alguns passatges musicals bastant aconseguits: una ària de Lenina, per exemple, amb una notable suport orquestral que Della Corte ha considerat «tan mozartiana com cimarosiana», i el duo de Lenina i Giorgiolone.